# Sergio García (Fußballspieler)
Sergio García de la Fuente (* 9. Juni 1983 in Barcelona) ist ein spanischer ehemaliger Fußballspieler, der aktuell für CF Montañesa spielt.

## Karriere

### Verein
Sergio García wurde in der legendären „Barça-Schule“ ausgebildet und machte von 2003 bis 2004 seine ersten vier Spiele für die Profielf von Barca. Nach seinem Wechsel von Barcelona zu Levante konnte er endlich regelmäßiger in der ersten Liga spielen. Bei Levante blieb er aufgrund seiner guten Leistungen jedoch nur eine Saison, er wechselte 2005 zu Real Saragossa. Obwohl er dort größtenteils Stammspieler war, konnte er in der Saison 2007/08 Saragossas Abstieg in die Segunda División nicht verhindern.
Trotz seines bis 2011 laufenden Vertrages zeigte unter anderem Tottenham Hotspur Interesse an einer Verpflichtung Garcias. Letztlich wechselte er aber kurz vor Transferschluss am 1. September für knapp über zehn Millionen Euro zu Betis Sevilla. Durch diesen Wechsel erhoffte sich García wieder Chancen auf einen Einsatz in der spanischen Nationalelf zu besitzen, wo er vom neuen Trainer Vicente del Bosque aussortiert wurde. Bei Betis konnte er die in ihn gesteckten Erwartungen nicht erfüllen: in seiner ersten Saison bei Betis erfolgte der Abstieg des Klubs in die Segunda División.
Vor der Saison 2010/11 unterschrieb Sergio García einen Fünfjahresvertrag bei Espanyol Barcelona, die ihn für eine Ablösesumme von 1,8 Millionen Euro unter Vertrag nahmen.

### Nationalmannschaft
Ohne je für Spanien gespielt zu haben, wurde García in den Kader der spanischen Fußballnationalmannschaft für die EM 2008 nominiert – als Ersatz für den verzichtenden Bojan Krkić. Am 31. Mai 2008 machte er sein erstes Spiel für Spanien gegen Peru, als er in der 82. Minute eingewechselt wurde. Im Anschluss gewann er mit der Selección die EM 2008. Dabei konnte er im unbedeutenden letzten Gruppenspiel gegen Griechenland einen Einsatz verzeichnen und in diesem Spiel die Vorlage zum Siegtreffer von Daniel Güiza liefern.

## Erfolge
Spanien
- Europameister: 2008

al-Rayyan SC
- Katarischer Meister: 2015/16